# Grande Prêmio da África do Sul de 1974
Resultados do Grande Prêmio da África do Sul de Fórmula 1 realizado em Kyalami em 30 de março de 1974. Terceira etapa da temporada, nele o argentino Carlos Reutemann, da Brabham-Ford, conseguiu a primeira vitória de sua carreira.

## Resumo
Marcada pelo acidente fatal do norte-americano Peter Revson nos treinos realizados na semana anterior à prova, a mesma não contou com a participação de sua equipe, a Shadow, que retirou-se da etapa em sinal de luto.

## Classificação da prova
| Pos | Nº | Piloto               | Construtor        | Voltas | Tempo/Diferença            | Grid | Pontos |
| --- | -- | -------------------- | ----------------- | ------ | -------------------------- | ---- | ------ |
| 1   | 7  | Carlos Reutemann     | Brabham-Ford      | 78     | 1:42:40.96                 | 4    | 9      |
| 2   | 14 | Jean-Pierre Beltoise | BRM               | 78     | + 33.94                    | 11   | 6      |
| 3   | 33 | Mike Hailwood        | McLaren-Ford      | 78     | + 42.16                    | 12   | 4      |
| 4   | 4  | Patrick Depailler    | Tyrrell-Ford      | 78     | + 44.19                    | 15   | 3      |
| 5   | 9  | Hans-Joachim Stuck   | March-Ford        | 78     | + 46.23                    | 7    | 2      |
| 6   | 20 | Arturo Merzario      | Iso-Marlboro-Ford | 78     | + 56.04                    | 3    | 1      |
| 7   | 5  | Emerson Fittipaldi   | McLaren-Ford      | 78     | + 1:08.39                  | 5    |        |
| 8   | 3  | Jody Scheckter       | Tyrrell-Ford      | 78     | + 1:10.54                  | 8    |        |
| 9   | 6  | Denny Hulme          | McLaren-Ford      | 77     | + 1 volta                  | 9    |        |
| 10  | 10 | Vittorio Brambilla   | March-Ford        | 77     | + 1 volta                  | 19   |        |
| 11  | 18 | José Carlos Pace     | Surtees-Ford      | 77     | + 1 volta                  | 2    |        |
| 12  | 26 | Graham Hill          | Lola-Ford         | 77     | + 1 volta                  | 18   |        |
| 13  | 29 | Ian Scheckter        | Lotus-Ford        | 76     | + 2 voltas                 | 22   |        |
| 14  | 32 | Eddie Keizan         | Tyrrell-Ford      | 76     | + 2 voltas                 | 24   |        |
| 15  | 37 | François Migault     | BRM               | 75     | + 3 voltas                 | 25   |        |
| 16  | 12 | Niki Lauda           | Ferrari           | 74     | Ignição                    | 1    |        |
| 17  | 8  | Richard Robarts      | Brabham-Ford      | 74     | + 4 voltas                 | 23   |        |
| 18  | 15 | Henri Pescarolo      | BRM               | 72     | + 6 voltas                 | 21   |        |
| 19  | 23 | Dave Charlton        | McLaren-Ford      | 71     | + 7 voltas                 | 20   |        |
| Ret | 11 | Clay Regazzoni       | Ferrari           | 65     | Pressão do óleo            | 6    |        |
| Ret | 28 | John Watson          | Brabham-Ford      | 54     | Sistema de combustível     | 13   |        |
| Ret | 2  | Jacky Ickx           | Lotus-Ford        | 31     | Freios                     | 10   |        |
| Ret | 24 | James Hunt           | Hesketh-Ford      | 13     | Transmissão                | 14   |        |
| Ret | 19 | Jochen Mass          | Surtees-Ford      | 11     | Suspensão                  | 17   |        |
| Ret | 30 | Paddy Driver         | Lotus-Ford        | 6      | Embreagem                  | 26   |        |
| Ret | 1  | Ronnie Peterson      | Lotus-Ford        | 2      | Colisão                    | 16   |        |
| Ret | 21 | Tom Belsø            | Iso-Marlboro-Ford | 0      | Embreagem                  | 27   |        |
| FAT | 16 | Peter Revson         | Shadow-Ford       |        | Acidente fatal nos treinos |      |        |
| WD  | 17 | Jean-Pierre Jarier   | Shadow-Ford       |        | Cancelou a inscrição       |      |        |

## Tabela do campeonato após a corrida
| Pos. | Piloto             | Pontos |
| ---- | ------------------ | ------ |
| 1    | Clay Regazzoni     | 10     |
| 2    | Carlos Reutemann   | 9      |
| 3    | Emerson Fittipaldi | 9      |
| 4    | Denny Hulme        | 9      |
| 5    | Mike Hailwood      | 9      |

| Pos. | Construtor   | Pontos |
| ---- | ------------ | ------ |
| 1    | McLaren-Ford | 22     |
| 2    | Ferrari      | 12     |
| 3    | Brabham-Ford | 9      |
| 4    | BRM          | 8      |
| 5    | Lotus-Ford   | 4      |

- Nota: Somente as primeiras cinco posições estão listadas. Em 1974 os pilotos computariam sete resultados nas oito primeiras corridas do ano e seis nas últimas sete. Neste ponto esclarecemos: na tabela dos construtores figurava somente o melhor colocado dentre os carros do mesmo time.